# Сен-Низье-дю-Мушрот
Сен-Низье-дю-Мушротт (фр. Saint-Nizier-du-Moucherotte) — коммуна во Франции, находится в регионе Рона — Альпы. Департамент коммуны — Изер. Входит в состав кантона Виллар-де-Лан. Округ коммуны — Гренобль.
Код INSEE коммуны — 38433. Население коммуны на 2007 год составляло 987 человек. Населённый пункт находится на высоте от 863 до 1897 метров над уровнем моря. Муниципалитет расположен на расстоянии около 480 км юго-восточнее Парижа, 90 км юго-восточнее Лиона, 8 км западнее Гренобля. Мэр коммуны — Franck Girard-Carrabin, мандат действует на протяжении 2008—2014 гг.
Динамика населения (INSEE):